# Stictotarsus macedonicus
Stictotarsus macedonicus là một loài bọ cánh cứng trong họ Bọ nước. Loài này được Guéorguiev miêu tả khoa học năm 1959.